# Ruqaiya bint Muhammad
Ruqaiya bint Muhammad (arabisch رقية بنت محمد, DMG Ruqayya bt. Muḥammad; geboren im Jahr 601 oder 602 in Mekka; verstorben im März 624 in Medina) war die zweitälteste Tochter des Propheten Mohammed und dessen erster Ehefrau Chadidscha, einer erfolgreichen Kauffrau. Sie war mit dem dritten Kalifen Uthman verheiratet, mit dem sie einen Sohn namens Abd Allah hatte.
Im Ramadan des Jahres 624 verstarb Ruqaiya an einer Krankheit.

## Leben
Ruqaiya war das dritte Kind von Mohammad und dessen Ehefrau Chadidscha. 
Im Jahr 610 wurde sie mit Utba ibn Abi Lahab, dem Sohn von Mohammads Onkel Abu Lahab, verlobt. Ruqaiya trat gemeinsam mit ihrer Mutter Chadidscha zum Islam über. 
Als Mohammed im Jahr 613 begann, öffentlich zu predigen, sorgten die Quraisch dafür, dass die Verlobung gelöst wurde, sodass Mohammad  sie auf eigene Kosten unterstützen musste. Sie versprachen Utba eine andere ihrer eigenen Töchter, wenn er sich von Ruqayya entlobte. Zusätzlich drohte ihm sein Vater Abu Lahab, die Familienbande zu durchtrennen. Utba löste daraufhin die Verlobung mit Ruqaiya.

### Ehe mit Uthman
Im Jahr 615 heiratete Ruqaiya Uthman ibn Affan. Sie begleitete ihn auf der ersten Auswanderung nach Abessinien, wo sie eine Fehlgeburt erlitt. Im darauffolgenden Jahr, 616, kehrten sie nach Abessinien zurück und dort gebar Ruqaiya 619 einen Sohn, Abdullah. Abdullah starb, als er sechs Jahre alt war, in Medina. Sie hatte keine weiteren Kinder. Uthman und Ruqaiya gehörten zu der Gruppe Muslime, die 619 nach Mekka zurückkehrten. Uthman wanderte 622 nach Medina aus und Ruqaiya folgte ihm später. Als Usama ibn Zayd mit einer Besorgung zu ihrem Haus geschickt wurde, starrte er sie und Uthman abwechselnd an. Muhammad fragte Usama: „Haben Sie jemals ein hübscheres Paar gesehen als diese beiden?“, und er stimmte zu, dass er es nicht getan hatte.

## Tod
Ruqayya wurde im März 624 krank. Uthman wurde von seinen militärischen Pflichten befreit, um sie zu pflegen. Sie starb an dem Tag, als Zayd ibn Haritha mit der Nachricht von ihrem Sieg in der Schlacht von Badr – dem 17. Ramadan – nach Medina zurückkehrte.
Als Mohammed nach der Schlacht nach Medina zurückkehrte, trauerte die Familie an ihrem Grab.